# Thinspiration
La thinspiration est un néologisme apparu sur les réseaux sociaux du début du XXIe siècle (la fusion de thin, maigre ou fin et de inspiration), désignant une mode de vie consistant à focaliser sur le critère physique de maigreur extrême et à maintenir un poids corporel pathologiquement faible.

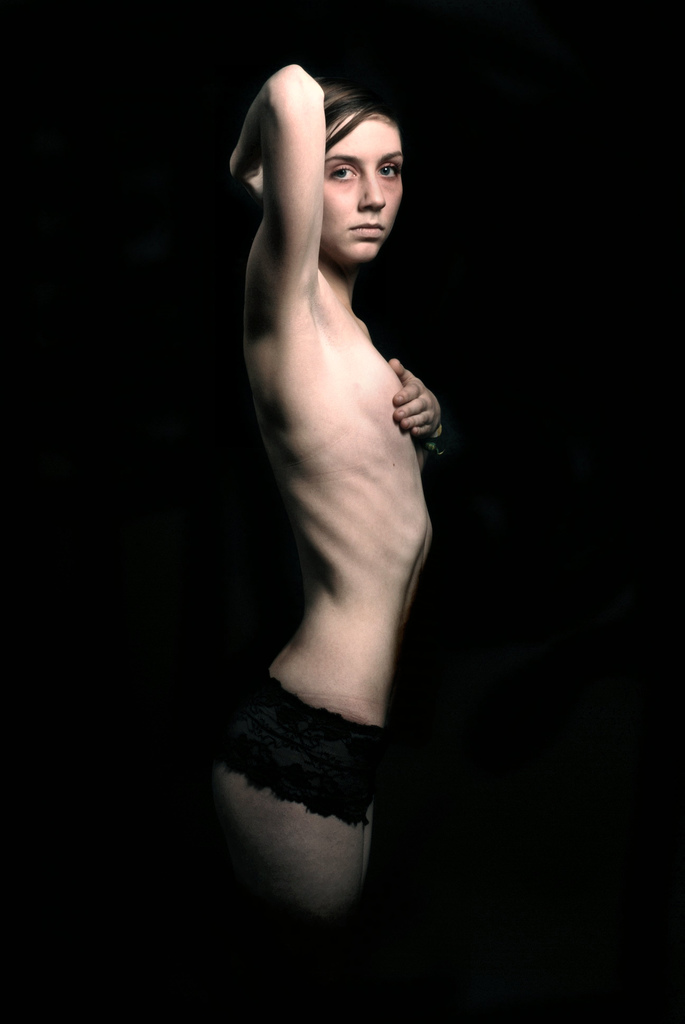
Femme suivant les principes du Thinspiration

Le terme a été promu par un ensemble de communautés de blogueurs ou forums internet affiliées aux thèses pro-ana,.

## Thinspiration vs. Fitspiration
À la différence de la mode du fitspiration promue par les magazines de mode et sport dès la fin du XXe siècle qui prônait une ligne svelte et musclée du corps, la thinspiration est une dérive pathologique contestée et décriée par le monde médical. Mais de plus en plus d'articles et d'auteurs remettent également en question ce mouvement initial qui a pris le diminutif de fitspo pour son incitation à des excès et une certaine apologie des règles de vie anorexiques par une communauté de blogueurs et de médias sociaux de plus en plus radicale qui encourage la perte de poids, le régime alimentaire extrême associé à l'exercice physique ultra actif. Cette promotion de règles et conseils pro-ana est promue par le partage d'histoires de réussite (« success stories »), et des photos abondamment décharnées.
Plus récemment, ces communautés attirent désormais les enfants en quête du même « idéal » corporel maigre tant prisé par les medias. Ces communautés organisées autour de réseaux sociaux et autres blogs promeuvent des idéaux universels et des activités que les ados et mêmes de plus jeunes enfants adoptent facilement.

## Histoire
La popularité croissante de fitspo est apparue au cours des années 1980 et développées à la fin des années 1990, accompagnant une préoccupation croissante aux États-Unis face à l’épidémie d’obésité. 
La multiplication des publicités sur la diète vantant l’importance de la perte de poids au cours des années 2000, relayé par l'émergence des forums web, les précurseurs des blogs qui allaient fleurir à la fin des années 2000 a centré le débat national sur la « santé » autour du seul chiffre indiqué sur la balance et de l'indice de masse corporelle, ce qui pose problème, car le poids n’est pas toujours une mesure exacte du bien-être.